# Triviální
V matematice se označení triviální používá pro matematické objekty (např. grupy, topologické prostory apod.) s velmi jednoduchou strukturou.
Např. tvrzení, že „2 je sudé“ lze označit jako triviální, neboť přímo plyne z definice sudých čísel.
Příklady triviálních objektů:
- prázdná množina
- triviální grupa
- triviální topologie
- triviální ideál
- triviální lineární kombinace
- triviální vektorový prostor
- triviální vektorový podprostor
- triviální řešení rovnice

Objekty, které nejsou triviální, bývají často označovány jako netriviální.